# Darwen
Darwen ist eine Kleinstadt in der Unitary Authority Blackburn with Darwen in der Grafschaft Lancashire im Nordwesten Englands und hat 36.326 Einwohner (2001). Die Einwohner Darwens werden Darreners genannt.
Darwen liegt in einem engen Tal und ist nach dem Fluss, der südlich des Orts entspringt, benannt. Dieser Fluss wurde als derewent (Fluss wo die Eichen wachsen) erstmals 1208 erwähnt. Die Stadt ist fast gänzlich von Mooren umgeben. Nahe der Stadt befinden sich die Roddlesworth Reservoirs.

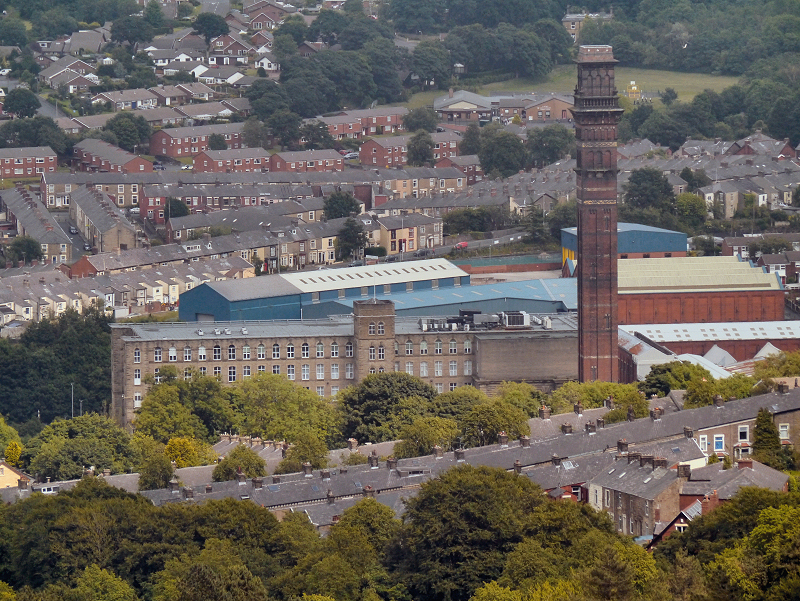
Fabrikgelände India Mill

Die Geschichte Darwens kann bis in die Zeit der Angelsachsen zurückverfolgt werden. Die moderne Geschichte Darwens beginnt jedoch erst am Beginn des 19. Jahrhunderts mit dem 1797 erfolgten Bau einer Straße von Bolton nach Blackburn. Dies ermöglichte es den Bewohnern des Umlandes, mit ihren Waren nach Darwen zu kommen, um sie dort zu verkaufen. Der so verursachte Wachstum der Stadt wurde durch die Industrielle Revolution, vor allem durch die sich ansiedelnde Textilindustrie beschleunigt. 1907 gab es in Derwen 57 Webereien und 8 Baumwollspinnereien, außerdem 10 Papiermühlen. Heute ist die Textilindustrie fast gänzlich aus Darwen verschwunden. 1877 wurde das Borough of Darwen gebildet, das 1974 in Borough of Blackburn aufging. 1848 kam es zu einem Starkregenereignis bei der der Damm des Bold-Venture-Stausees brach und 12 Menschen in der Stadt starben.

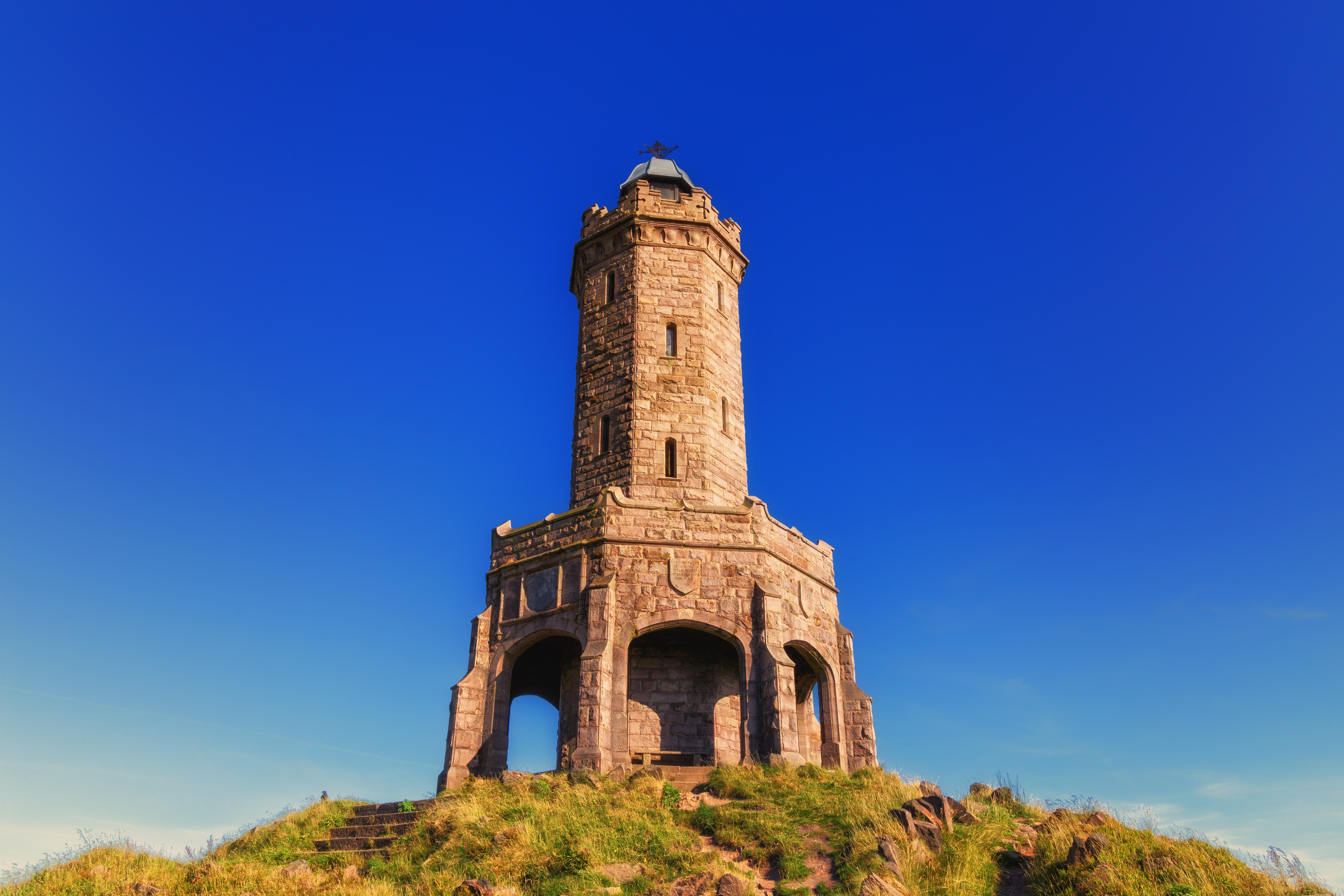
Der Jubilee Tower

1898 wurde der Jubilee Tower anlässlich des 60. Thronjubiläums von Königin Victoria fertiggestellt. Der Turm, der heute meist Darwen Tower genannt wird, steht auf der Spitze des 401 m hohen Beacon Hill und hat eine Höhe von 27 m.
Zu den Besuchern der Stadt gehören Mahatma Gandhi (1931), König Georg V. (1913) und Königin Elisabeth (1968).

## Persönlichkeiten
- William Holden (1860–?),  Fußballspieler
- Alexander Wallace (1872–1950),  Fußballspieler
- Carlyle Atkinson (1892–1968),  Schwimmer
- Billy Crawshaw (1895–1963),  Fußballspieler
- Frederick C. Silvester (1901–1966), Organist, Chorleiter und Komponist
- James Watson (1936–2015), Autor
- Neil Arthur (* 1958), Sänger des Popduos Blancmange
- Paul McHugh (* 1967), ehemaliger britischer Radsportler und 14facher britischer Meister im Bahnradsport

## Trivia
Im Roman Keilsberg von Sebastian Mense klärt der Protagonist das Rätsel um einen Soldaten aus Darwen auf, der im Kriegsgefangenenlager Kassel-Niederzwehren interniert ist und auf mysteriöse Weise verschwindet. Briefe der Mutter des Soldaten geben das Leben in Darwen zur Zeit des Ersten Weltkriegs wieder.